# Game Boy Advance SP
Game Boy Advance SP (GBA) er en foldebar, håndholdt spillekonsol udviklet og udgivet af Nintendo som fungerede som en opgraderet version af Game Boy Advance.

## Eksterne hevisninger
- Game Boy Advance SP på nintendo.com
- Wikimedia Commons har flere filer relateret til Game Boy Advance SP

| computerspil | Spire Denne computerspilsrelaterede artikel er en spire som bør udbygges. Du er velkommen til at hjælpe Wikipedia ved at udvide den. |